# スプリングフィールド (企業)
スプリングフィールド株式会社は、東京都渋谷区に本社を置く、医療従事者専門の就職・転職活動に関するコンサルティングを主業務とする会社。医療従事者のための求人サイト「ヤクマッチ」を運営している。

## 概要
2014年1月、代表取締役社長の中谷浩之が創業。同年4月には有料職業紹介事業の許可を取得。2016年2月、薬剤師に特化した成果報酬型求人サイト「 ヤクマッチ薬剤師」の運営を開始。その後「ヤクマッチ看護師」、「ヤクマッチ医師」、と対象職種を拡大し、現在に至る。ヤクマッチ薬剤師では、2022年2月に求人数が5万件を突破。同年、薬剤師からの「支持率」「信頼度」「年収アップが期待できる」においてNo.1を獲得している。
- 事業内容：有料職業紹介事業（13-ユ-306533）
- 平均年齢：28歳（2020年6月現在）

## 沿革
- 2014年1月 - スプリングフィールド株式会社として創業
- 2014年4月 - 有料職業紹介事業の許可を取得
- 2016年2月 - 薬剤師のための転職支援型サイト「ヤクマッチ薬剤師」サービス開始
- 2019年1月 - ヤクマッチ薬剤師　twitter・instagramアカウント開設
- 2020年5月 - 看護師のための転職支援型サイト「ヤクマッチ看護師」サービス開始
- 2020年5月 - ヤクマッチ看護師　twitter・instagramアカウント開設
- 2021年3月 - 医師のための転職支援型サイト「ヤクマッチ医師」サービス開始
- 2021年4月 - ヤクマッチ医師　twitter・instagramアカウント開設
- 2021年12月 - 医師のための転職支援型サイト「ヤクマッチ医師」のiOS版・Android版のアプリをリリース
- 2022年2月 - ヤクマッチ薬剤師　薬剤師の求人数が５万件を突破。業界最高水準の求人掲載数
- 2022年4月 - ヤクマッチ薬剤師　薬剤師からの「支持率」「信頼度」「年収アップが期待できる」においてNo.1を獲得

## 対象地域
転職支援事業
全国
就職支援事業
- 関東エリア（東京都、神奈川県、埼玉県、千葉県中心）
- 関西エリア（大阪府、京都府、兵庫県、奈良県中心）
- 東海エリア（愛知県、岐阜県、静岡県、三重県中心）

## 主なサービス
- ヤクマッチ薬剤師（薬剤師転職支援型サイト）
- ヤクマッチ看護師（看護師転職支援型サイト）
- ヤクマッチ医師（医師転職支援型サイト）
- 医療系学生の就職支援